# Cape Town Holocaust Centre
Le Cape Town Holocaust Centre est un musée sur la Shoah dans la ville du Cap en Afrique du Sud.
Construit en 1999, il est le premier sur ce thème en Afrique. 

## Présentation
Il se donne pour mission de mettre en avant les histoires de survivants et de s'assurer que les atrocités de la Shoah ne soient pas oubliées. Le musée abrite une exposition permanente qui combine des textes, des photos d'archives, extraits de films, des documents, des présentations multimédia. 
Il offre également différents programmes d'éducation tels que pour les groupes d'étudiants ou d'éducateurs. La Shoah est enseignée dans un contexte Sud-Africain: leçons sur le racisme et l'apartheid sont mélangées.
L'exposition permanente est composée de trois différentes galeries. La première est dédiée au racisme et aux discriminations, la deuxième au Troisième Reich et la troisième porte sur les ghettos.

### Les parrains
- Le juge Richard J Goldstone
- Le professeur Pumla Gobodo-Madikizela
- Le gand rabbin Warren Goldstein
- Le professeur Jonathan Jansen
- L'archevêque Desmond M Tutu